# Гиннесс, Эдвард, 4-й граф Айви
Артур Эдвард Рори Гиннесс, 4-йграф Айви (род. 25 августа 1969 года) — англо-британский аристократ и бизнесмен, носивший титул учтивости — виконт Элведен с 1969 по 1992 год. Член семьи Гиннесс.

## Биография
Родился 25 августа 1969 года в графстве Килдэр, Ирландия. Старший сын Бенджамина Гиннесса, 3-го графа Айви (1937—1992), и Миранды Гиннесс (урожденной Смайли) (1939—2010). Обычно он известен своей семье и друзьям как Эдвард или Нед Айви.
18 июня 1992 года после смерти своего отца Эдвард Гиннесс унаследовал титул 4-го графа Айви и стал членом Палаты лордов Великобритании . Он был одним из самых молодых пэров и не вступал в политическую партию, а сидел в качестве беспартийного. 11 ноября 1999 года он был в числе основной массы наследственных пэров, которые были выведены из Палаты лордов Законом о Палате лордов 1999 года.
27 октября 2001 года граф Айви женился на дизайнере интерьеров Клэр Хейзелл в церкви Святого Андрея и Святого Патрика, Элведен, Саффолк. У пары один сын:
- Артур Гиннесс, виконт Элведен (род. 2002), старший сын и преемник отца

Лорд Айви живет в поместье Элведен площадью 22 486 акров (91 км2) в Саффолке, Англия (2,6 % территории графства). Земля продуктивна в современной мировой экономике как единая пахотная ферма для корнеплодов большинство сезонов, выращивая злаки в качестве культуры перерыва. Примерно 4000 акров (16 км2) занимает лес.
Лорд Айви продал Фармлей, ирландскую резиденция семьи, и его парк, прилегающий к парку Феникс в Дублине, ирландскому правительству в 1999 году по рыночной цене €29,2 млн (£18,9 млн).